# Aukusti Sihvola
Aukusti Sihvola (født 7. marts 1895 i Sippola, død 18. juni 1947 i Luumäki) var en finsk bryder, som deltog i OL 1928 i Amsterdam. 
Sihvola var finsk mester i sværvægt, fri stil, tre gange (1927, 1928 og 1931) samt i letsværvægt ligeledes tre gange (1929, 1930 og 1934). Han deltog ikke i andre store internationale stævner end OL 1928. Her stillede han op i sværvægt, fri stil, hvor der kun deltog syv brydere. Sihvola indledte med at tabe til Johan Richthoff fra Sverige, som senere vandt guld. Sihvola vandt derpå over amerikaneren Ed Don George, som Richthoff havde vundet over i finalen, derpå over franskmanden Edmond Dame, som Richtoff havde besejret i semifinalen, hvilket betød, at Sihvola vandt sølv, mens Dame vandt kampen om bronze.